# Lijst van bibliotheken
Deze lijst van bibliotheken geeft, per land, de al dan niet openbare bibliotheken - waaronder de nationale bibliotheken (NB) - met collecties van internationale waarde.

## België
Zie ook: Lijst van bibliotheken in Brugge, Lijst van bibliotheken in Kortrijk en Lijst van bibliotheken in Gent
- Koninklijke Bibliotheek van België (KBR), Brussel (NB)
- Erfgoedbibliotheek Hendrik Conscience, Antwerpen
- Bibliotheek Europacollege Brugge
- Openbare Bibliotheek Brugge, erfgoedbibliotheek
- Universiteitsbibliotheek Gent
- Universiteitsbibliotheek Leuven

## Duitsland
- Bayerische Staatsbibliothek, München

## Egypte
- Bibliotheca Alexandrina

### Historisch
- Bibliotheek van Alexandrië (3e eeuw v.Chr.–?)

## Frankrijk
- Bibliothèque nationale de France, Parijs (NB)

## Ierland
- Trinity College Library, universiteitsbibliotheek Dublin
- Marsh’s Library, Dublin

## Italië
- Biblioteca Ambrosiana, Milaan
- Biblioteca Nazionale di Torino, Turijn
- Bibliotheek van het Conservatorium voor Calabrische volksmuziek, Isca sullo Ionio

## Nederland
Zie ook: Lijst van openbare bibliotheken in de Achterhoek
- American Library
- Bibliotheca Philosophica Hermetica, Amsterdam
- Bibliotheek Utrecht
- Bibliotheek van Teylers Museum, onderdeel van Teylers Museum
- Bibliotheek van het Vredespaleis, Den Haag
- Bibliotheca Klossiana, onderdeel van de bibliotheek van het Cultureel Maçonniek Centrum 'Prins Frederik', Den Haag
- Gemeentebibliotheek Rotterdam
- Koninklijke Bibliotheek, Den Haag (NB)
- Muziekbibliotheek van de Omroep, Hilversum
- Openbare Bibliotheek Amsterdam - de grootste openbare bibliotheek van Nederland.
- Rijksmuseum Research Library, ook wel Cuypersbibliotheek, onderdeel van het Rijksmuseum in Amsterdam
- Stadsarchief en Athenaeumbibliotheek, Deventer, oudste stadsbibliotheek van Nederland.
- Tresoar (Fries Historisch en Letterkundig Centrum), Leeuwarden
- Universiteitsbibliotheek van Amsterdam
- Universiteitsbibliotheek Leiden
- Universiteitsbibliotheek Utrecht

## Oostenrijk
- Österreichische Nationalbibliothek, Wenen (NB)
- Collectie Kunstmatige Talen & Esperantomuseum, Wenen

## Spanje
- Openbare Bibliotheek Tarragona

## Vaticaanstad
- Biblioteca Apostolica Vaticana (NB)

## Verenigd Koninkrijk
- British Library, Londen (NB)
- Bodleian Library, Oxford
- Cambridge University Library
- Garrison Library, Gibraltar
- John Rylands Library, Manchester
- Lambeth Palace Library, Londen
- Lindley Library (botanica)
- Llyfrgell Genedlaethol Cymru, Aberystwyth (NB)
- National Library of Scotland, Edinburgh (NB)
- Somerville College Library, Oxford

## Verenigde Staten
- Library of Congress, Washington (DC) (NB)
- New York Public Library